# Jean De Boeck
Jean De Boeck, nacido en 1863 y muerto en 1913, fue un psiquiatra belga.

## Biografía
Estudió Medicina en la Universidad libre de Bruselas y en la Universidad de Leipzig. Profesor de Psiquiatría y medicina legal en la universidad libre de Bruselas en 1904, se interesó esencialmente por la antropología criminal y las prisiones.
Sería el premier científico en hablar de las teorías de Sigmund Freud en Bélgica en 1893 en una comunicación en un congreso en Bruselas.